# 미워도 다시 한번 2부
"속 미워도 다시 한 번"(Bitter But Once Again)는 한국에서 제작된 정소영 감독의 1969년 드라마 영화이다. 신영균 등이 주연으로 출연하였고 한갑진 등이 제작에 참여하였다.

## 출연

### 주연
- 신영균
- 문희

### 조연
- 전계현
- 김정훈
- 박암

## 기타
- 각색: 이소운
- 제작부장: 방규식
- 제작부장: 이상운
- 제작부: 감태준
- 제작부: 유훈종
- 조명: 정경희
- 스틸: 김동희
- 조연출: 이두용
- 스크립터: 김학천
- 미술: 이문현
- 음악부문: 이재현
- 음악부문: 남진
- 음악부문: 이미자
- 소품: 서수남